# Axel Bokeloh
Axel Bokeloh va ser un ciclista alemany que competí com amateur. El seu major èxit fou la medalla de plata al Campionat del món de Persecució per equips de 1982.